# Go-Uda
Go-Uda (japonsky 後宇多天皇, Go-Uda-tennó, 17. listopadu 1267 – 16. července 1324) byl devadesátý první císař Japonska v souladu s tradičním pořadím posloupnosti. Vládl od 6. března 1274 do své abdikace 27. listopadu 1287.
Princ, jehož osobní jméno (imina) před nástupem na Chryzantémový trůn znělo Johito (世仁親王), byl druhorozeným synem císaře Kamejamy z linie Daikakudži. Tento panovník z 13. století byl pojmenován po císaři Udovi, který vládl v 9. století. Výraz go- (後) se doslovně překládá jako „pozdější“. Go-Uda tedy může být označován jako „pozdější císař Uda“. Jelikož se japonské go v některých starších pramenech rovněž překládalo ve významu „ten druhý“, mohl by tento císař být také označován jako Uda druhý či Uda II.

## Události za Go-Udova života
Roku 1268 se tehdy dvouletý princ Johito stal korunním princem. Podle podmínek závěti císaře Go-Sagy, který zemřel v roce 1272, se měl roku 1274 stát po abdikaci svého otce císařem. Ten se také 6. března 1274 vzdal v 15. roce své vlády trůnu ve prospěch svého syna. Dne 4. května pak princ Johito usedl na Chryzantémový trůn, aby se posléze stal císařem Go-Udou. Kamejama poté dál uplatňoval moc z pozice klášterního císaře. 
Během Go-Udovy vlády se v letech 1274 a 1281 uskutečnily dvě mongolské invaze do Japonska. Přestože se Mongolům podařilo vybudovat u Fukuoky předmostí, byli během krátké doby zahnáni zpět.
Dne 23. listopadu 1275 byl druhý syn bývalého císaře Go-Fukakusy, princ Hirohito (熈仁親王), jmenován korunním princem a dědicem svého bratrance z linie Daikakudži, císaře Go-Udy. Byl to výsledek politického manévrování Hirohitova otce Go-Fukakusy z linie Džimjóin-tó.
Bývalý císař Go-Fukakusa, nespokojený s tím, že jeho vlastní linie Džimjóin-tó (持明院統) neovládá trůn, zatímco linie Daikakudži (大覚寺統) jeho mladšího bratra, bývalého císaře Kamejamy, ano, přinutil v roce 1287 jak šógunátní vládu, tak císařský dvůr v Kjótu, aby donutili císaře Go-Udu abdikovat ve prospěch Go-Fukakusova druhorozeného syna prince Hirohita (熈仁親王), budoucího císaře Fušimiho.
Klášterním císařem se Go-Uda stal za vlády svých synů ─ prvorozeného, prince Kuniharua (邦治親王), známého jako císař Go-Nidžó (1301─1308), a druhorozeného, prince Takaharua (尊治親王), jenž vešel ve známost jako císař Go-Daigo (od roku 1318, kdy Go-Daigo usedl na trůn, do roku 1321, kdy se Go-Daigo sám ujal přímé vlády. 

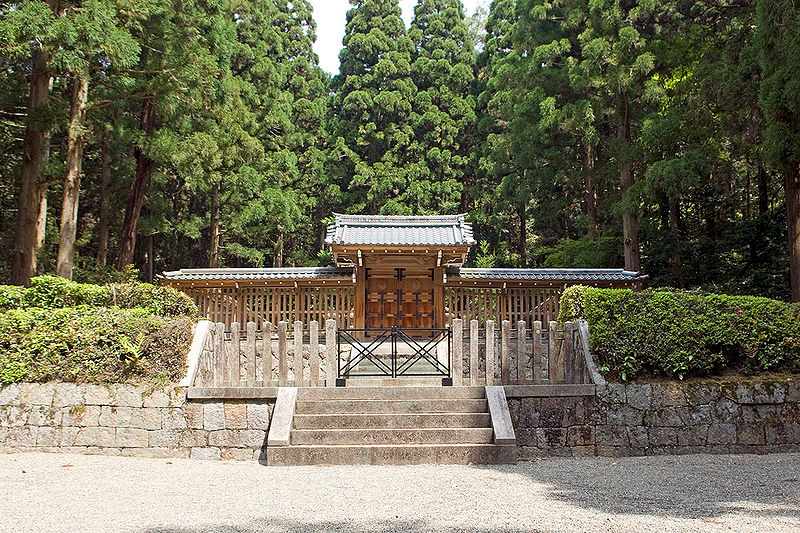
Pamětní šintoistická svatyně a mauzoleum na počest císaře Go-Udy

Bývalý císař Go-Uda zemřel 16. července 1324 ve věku 58 let. Jeho císařským mauzoleem je Rengebudži no misasagi (蓮華峯寺陵) v kjótské čtvrti Ukjó-ku. 

## Rodina
Císařský princ Johito neboli císař Go-Uda měl 9 manželek, s nimiž zplodil 10 dětí, 6 synů a 4 dcery. Jeho prvorozený syn, císařský princ Kuniharu (邦治親王), se posléze stal císařem Go-Nidžóem a jeho druhorozený syn, císařský princ Takaharu (尊治親王), se pak stal císařem Go-Daigoem.